# Owain Arthur
Owain Arthur, né le 5 mars 1983, est un acteur gallois, devenu célèbre en jouant Francis Henshall dans la production du Royal National Theatre de One Man, Two Guvnors (en) au Theatre Royal Haymarket,.
Il passe ses premières années à Bangor, au Pays de Galles, à filmer la série S4C Rownd a Rownd, tout en fréquentant l'école des arts du spectacle Ysgol Glanaethwy. Arthur se forme ensuite à la Guildhall School of Music and Drama de Londres.
Il joue de nombreux rôles au théâtre, dont Roméo et Juliette pour la Royal Shakespeare Company, La Comédie des erreurs au Royal Exchange Theatre et Birdsong au Comedy Theatre. Il travaille également beaucoup pour la télévision britannique.
Il interprète également Lofty dans le jeu vidéo Ni no kuni II : L'Avènement d'un nouveau royaume (2018).
En 2022, il incarne le prince nain Durin IV dans la série Le Seigneur des anneaux : Les Anneaux de pouvoir sur Prime Video. La co-star Morfydd Clark (qui interprète Galadriel) a mentionné avoir aimé parler en gallois sur le plateau avec Owain Arthur et Trystan Gravelle (qui interprète Ar-Pharazôn).